# 伦佐·诺斯蒂尼
伦佐·诺斯蒂尼（義大利語：Renzo Nostini，1914年5月27日—2005年10月1日），意大利男子击剑运动员。他曾获得1950年世界击剑锦标赛男子花剑个人冠军。他也参加了1948年和1952年夏季奥运会，共收获四枚银牌。